# Carrozzeria Colli
La Carrozzeria Colli è stata un'azienda produttrice di carrozzerie per automobili fondata nel 1931 da Giuseppe Colli insieme ai suoi quattro figli Beniamino, Mario, Tarcisio, Candido

## Storia

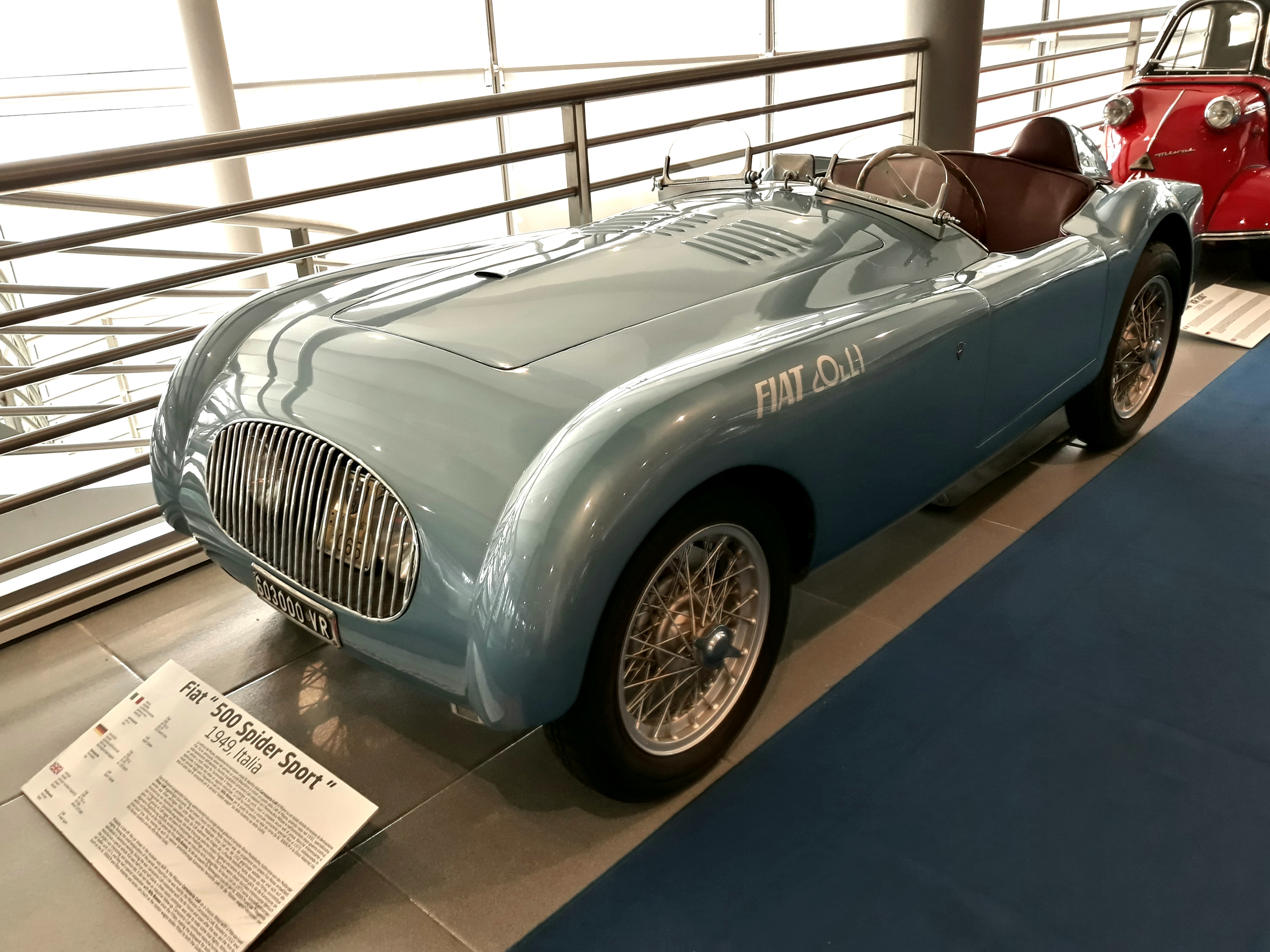
Fiat 500 carrozzata dalla Carrozzeria Colli nel 1949 ed esposta al museo Nicolis

La carrozzeria era specializzata in costruzioni di alluminio. Il primo esemplare creato fu una vettura da competizione che utilizzava il telaio e la meccanica della Fiat 1100. In seguito furono utilizzate come base di nuove costruzioni anche delle Fiat 500, Lancia Astura e Aprilia. Durante la seconda guerra mondiale la Carrozzeria Colli lavorò per l'aeronautica militare, e dopo il conflitto ritornò a costruire carrozzerie. Dopo la guerra produsse altri esemplari basati sull'Alfa Romeo 6C 2500 SS e sulla Lancia Aprilia, e, per il concorso d'eleganza Villa d'Este, completò una Fiat 500 tipo barchetta.
Nel 1946 la Carrozzeria Colli costruì il Colli PL 2C, un prototipo di aerauto, vale a dire un veicolo ibrido, ovvero un piccolo aereo da turismo con ali ripiegabili, costruito per essere in grado di percorrere anche brevi tratti stradali, surrogando le funzionalità di un'autovettura.
Negli anni cinquanta la Carrozzeria Colli iniziò a collaborare con l'Alfa Romeo per la costruzione di carrozzerie della 6C 3000CM e di una variante della Disco Volante. Negli anni sessanta la compagnia continuò a lavorare per l'Alfa Romeo realizzando carrozzerie per la Giulietta e per la Giulia.
La Carrozzeria Colli costruì nel 1955 la carrozzeria di una vettura di Formula 1 per conto della Arzani-Volpini, utilizzando come base una Maserati che montava un motore in linea a quattro cilindri di 1500 cm³ di cilindrata con sovralimentazione.
La Carrozzeria Colli fu attiva fino al 1973.